# Rullac-Saint-Cirq
 Rullac-Saint-Cirq  là một xã ở tỉnh Aveyron, thuộc vùng Occitanie ở miền nam nước Pháp.